# Entertainment Tonight
Entertainment Tonight (abgekürzt ET) ist ein US-amerikanisches Unterhaltungs-Nachrichtenmagazin von CBS Interactive, das durch CBS Television Distribution vertrieben wird.

## Format
Die Sendung zeigt Geschichten aus der Unterhaltungsbranche, exklusive Besuche von Filmsets, erste Eindrücke von Filmneuerscheinungen und Fernsehprojekten sowie Interviews mit Schauspielern, Musikern und anderen Prominenten.
Die einstündige Wochenendausgabe ET Weekend (bis September 1991 bekannt als Entertainment This Week) war ursprünglich eine Zusammenfassung der Entertainment-News der Woche, wobei in den meisten Sendungen (hauptsächlich oder ausschließlich) ein spezielles Thema behandelt wurde; heute besteht die Wochenendausgabe meist aus Wiederholungen von Geschichten, die in den Ausgaben der Vorwoche gezeigt wurden.
ET Radio Minute, ein tägliches Radiofeature, wird bei Westwood One gesendet.
Werktags wird Entertainment Tonight von Kevin Frazier präsentiert, am Wochenende von Cameron Mathison und Nischelle Turner.
Im November 2018 startete CBS den kostenlosen 24/7-Livestream ET Live. Er zeigt die Korrespondenten aus der Fernsehsendung mit erweiterten Berichten über Nachrichten aus der Unterhaltungsbranche. Der Livestream kann über den Browser, Apps und seit November 2019 über den Streaminganbieter Pluto TV abgerufen werden.

## Geschichte
In seinen frühen Jahren berichtete Entertainment Tonight – im Stil eines lokalen Nachrichtenmagazins – hauptsächlich über die neuesten Filme, Musik- und Fernsehveröffentlichungen.
Durch Exklusivverträge konnte man unter anderem die Hochzeit von Mary Kay LeTourneau und Vili Fualaau übertragen. (LeTourneau war wegen der Vergewaltigung von Fualaau verurteilt worden.) Ein weiterer Vertrag bestand mit dem Anwalt Howard K. Stern, der Daniel Birkhead im Streitfall um die Vaterschaft von Anna Nicole Smiths Tochter Dannielynn vertrat. ET brachte weitere Berichte über Anna Nicole Smith und übertrug ihre Beerdigung und berichtete auch über ihre überlebende Tochter.
1996 beschloss Schauspieler George Clooney, Entertainment Tonight zu boykottieren, da er von aufdringlichen Paparazzi belagert wurde, nachdem das ebenfalls von Paramount produzierte Hard Copy über sein Liebesleben berichtete, was eine Verletzung seines Vertrages mit Paramount darstellte. In einem Brief an Paramount gab er bekannt, dass er seinen Freunden dies ebenfalls empfehlen würde.
Seit dem 8. September 2008 wird Entertainment Tonight in HD gesendet. Gleichzeitig wurde die Produktion vom Studio 28 von Paramount Pictures in das Studio 4 des CBS Studio Center verlegt.
Aufgrund einer Social-Media-Kampagne der Schauspieler Dax Shepard und Kristen Bell gab ET im Februar 2014 bekannt, dass man keine Bilder von Kindern Prominenter mehr akzeptieren wird.
Die Sendung ist die am längsten laufende Syndication-Sendung, noch vor der 37 Jahre lang laufenden Sendung Soul Train.

## Moderatoren und Korrespondenten

### Aktuell

#### Moderator
- Kevin Frazier – Co-Moderator (seit 2014; zuvor Wochenend-Co-Moderator/Korrespondent 2004–2011)
- Nischelle Turner – Co-Moderatorin (seit 2021; zuvor Korrespondentin/Vertretungsmoderatorin werktags 2014–2021)

#### Korrespondenten
- Brooke Anderson – Korrespondentin/Vertretungsmoderatorin werktags (2013–2015, seit 2019; zuvor Korrespondentin 2015–2018)
- Deidre Behar – Korrespondentin
- Matt Cohen – Wochenend-Moderator/Korrespondent/Vertretungsmoderator werktags (seit 2019)
- Ash Crossan – Korrespondent
- Cassie DiLaura – Korrespondentin (seit 2022)
- Denny Directo – Korrespondent (seit 2022)
- Will Marfuggi – Korrespondent (seit 2022)
- Brice Sander – Korrespondent
- Rachel Smith – Korrespondentin für New York (seit 2019)
- Lauren Zima – Korrespondentin (seit 2019)

### Ehemalig
- Thea Andrews – Vertretungsmoderatorin am Wochenende/Korrespondentin (2006–2009)
- Army Archerd – Korrespondent (1981; gestorben)
- Alan Arthur – Wochenend-Co-Moderator (1983–1984)
- Rona Barrett – Korrespondentin (1983–1986)
- Chris Booker – Korrespondent (2002–2003)
- Lisa Canning – Korrespondentin (1995–1998)
- Jann Carl – Vertretungsmoderatorin am Wochenende/Korrespondentin (1995–2008)
- Steven Cojocaru – Mode-Korrespondent (2003–2011)
- Leanza Cornett – Korrespondentin (1994–1995; gestorben)
- Rocsi Diaz – Wochenend-Co-Moderatorin/Korrespondentin (2013–2015)
- Steve Edwards – Wochenend-Co-Moderator (1982–1983)
- Leeza Gibbons – Vertretungsmoderatorin/Korrespondentin (1984–1995)
- Garrett Glaser – Korrespondent (1989–1993)
- Bob Goen – Co-Moderator/Korrespondent (1993–2004)
- Alan Hemberger – Wochenend-Co-Moderator/Korrespondent (1981–1983; gestorben)
- Tom Hallick – Moderator/Korrespondent (1981)
- Bill Harris – Korrespondent (1984–1985; gestorben)
- Samantha Harris – Korrespondentin (2010–2012, 2015–2016), Wochenend-Co-Moderatorin/Vertretungsmoderatorin werktags (2015–2016)
- Mary Hart – Co-Moderatorin/Korrespondentin (1982–2011)
- Ron Hendren – Co-Moderator (1981–1984)
- Huell Howser – Korrespondent (1982–1983; gestorben)
- Keltie Knight – Korrespondentin/Vertretungsmoderatorin am Wochenende und werktags (2017–2021)
- Robin Leach – Korrespondent (1981–1984; gestorben)
- Leonard Maltin – Filmkritiker (1982–2010)
- Rob Marciano – Co-Moderator am Wochenende und werktags (2013–2014)
- Cameron Mathison – Wochenend-Moderator/Korrespondent (2015–2018)
- Maria Menounos – Korrespondentin (2001–2005)
- Vanessa Minnillo – Korrespondentin (2005–2007)
- Julie Moran – Korrespondentin (1995–2001)
- Nancy O’Dell – Co-Moderatorin/Korrespondentin (2011–2019)
- Al Owens – Korrespondent/Vertretungs-Co-Moderator (1984–1987)
- Carlos Ponce – Korrespondent (2004–2005)
- Tony Potts – Korrespondent (1998)
- Ahmad Rashad – Vertretungsmoderator am Wochenende (1988–1989)
- Michael Scott – Vertretungsmoderator/Korrespondent (1993–1994)
- Carly Steel – Korrespondentin (2016–2018)
- Mark Steines – Co-Moderator/Korrespondent (1995–2012)
- Andre Leon Talley – Mode-Korrespondent (2012–2013; gestorben)
- John Tesh – Co-Moderator/Korrespondent (1986–1996)
- Marjorie Wallace – Moderatorin/Korrespondentin (1981)
- Robb Weller – Co-Moderator/Korrespondent (1984–1986)
- Dixie Whatley – Co-Moderatorin/Korrespondentin (1981–1982)
- Roshumba Williams – Korrespondentin (2002)
- Jeanne Wolf – Korrespondentin (1986–1990)
- Chris Wragge – Korrespondent (1996–1997)
- Lauren Zima – Korrespondentin (2019–2022)

## Konkurrenz
Trotz der Konkurrenz von The Insider und des allgemeineren Nachrichtenmagazins Inside Edition, die ebenfalls von CBS Television Distribution produziert werden, blieb Entertainment Tonight unter den zehn am höchsten bewerteten Syndication-Sendungen laut der wöchentlichen Nielsen Ratings. In der Saison 2007/08 belegte die Sendung den vierten bis fünften Platz.